# Dendrobium agamense
Dendrobium agamense är en orkidéart som beskrevs av Johannes Jacobus Smith. Dendrobium agamense ingår i släktet Dendrobium, och familjen orkidéer. Inga underarter finns listade i Catalogue of Life.